# Jan Werner Danielsen
Jan Werner Danielsen, más conocido como Jan Werner (Nord-Odal, 10 de abril de 1976 - Oslo, 29 de septiembre de 2006) fue un cantante noruego de pop rock célebre por su poderosa voz. Representó a  Noruega en el Festival de la Canción de Eurovisión 1994, en un dúo con la cantante Elisabeth Andreassen.

## Carrera
Jan Werner ya era conocido por su voz con tan solo 12 años, cuando obtuvo la victoria en un concurso de talentos. Entre 1988 y 1993, cantó regularmente con la orquesta sinfónica de Hamar. En 1994, participó en los acontecimientos culturales de los Juegos Olímpicos de Lillehammer 1994. Ese mismo año, participó en el Festival de la Canción de Eurovisión 1994, junto a Elisabeth Andreassen, quedaron en sexto lugar con el tema Duett. En 2000, volvió a participar en las eliminatorias noruegas para el Festival de Eurovisión, pero quedó en segundo lugar.
El punto culminante de su carrera musical llegó en 2003 cuando interpretó en el Royal Albert Hall, de Londres, el tema Air de Johann Sebastian Bach. Falleció víctima de una insuficiencia cardíaca, causada por una inflamación de los bronquios pulmonares y también debido al estrés derivado de una intensa actividad profesional.

## Discografía

### Sencillos
- My Prayer, 1989
- Duett, con Elisabeth Andreassen, 1994, representó a Noruega en el Festival de Eurovisión 1994.
- Find Your Way, 1997
- Bonne Chance a France, con Synnøve Svabø, 1998.

### Álbumes
- All By Myself, 1995
- Inner Secrets, 1997
- Music Of The Night, 1998
- Bettan & Jan Werners jul, 1999
- Singer Of Songs, 2003
- Stronger, 2006
- Eg veit i himmelrik ei borg - Frelsesarmeens Juleplate 2007, 2007